# Sebastopol, Oaxaca
Sebastopol är en ort i Mexiko.   Den ligger i kommunen San Juan Bautista Tuxtepec och delstaten Oaxaca, i den sydöstra delen av landet, 300 km sydost om huvudstaden Mexico City. Sebastopol ligger 39 meter över havet och antalet invånare är 868.
Terrängen runt Sebastopol är platt åt nordost, men åt sydväst är den kuperad. Runt Sebastopol är det ganska glesbefolkat, med 40 invånare per kvadratkilometer. Närmaste större samhälle är Tuxtepec, 7,9 km nordost om Sebastopol. Omgivningarna runt Sebastopol är en mosaik av jordbruksmark och naturlig växtlighet.